# Municipio de Custer (condado de Mason)
El municipio de Custer (en inglés: Custer Township) es un municipio ubicado en el condado de Mason en el estado estadounidense de Míchigan. En el año 2010 tenía una población de 1254 habitantes y una densidad poblacional de 13,86 personas por km².

## Geografía
El municipio de Custer se encuentra ubicado en las coordenadas 43°56′43″N 86°12′58″O / 43.94528, -86.21611. Según la Oficina del Censo de los Estados Unidos, el municipio tiene una superficie total de 90.48 km², de la cual 90,34 km² corresponden a tierra firme y (0,16 %) 0,15 km² es agua.

## Demografía
Según el censo de 2010, había 1254 personas residiendo en el municipio de Custer. La densidad de población era de 13,86 hab./km². De los 1254 habitantes, el municipio de Custer estaba compuesto por el 96,97 % blancos, el 0,24 % eran afroamericanos, el 1,12 % eran amerindios, el 0,08 % eran de otras razas y el 1,59 % eran de una mezcla de razas. Del total de la población el 2,71 % eran hispanos o latinos de cualquier raza.